# Anna Jameson

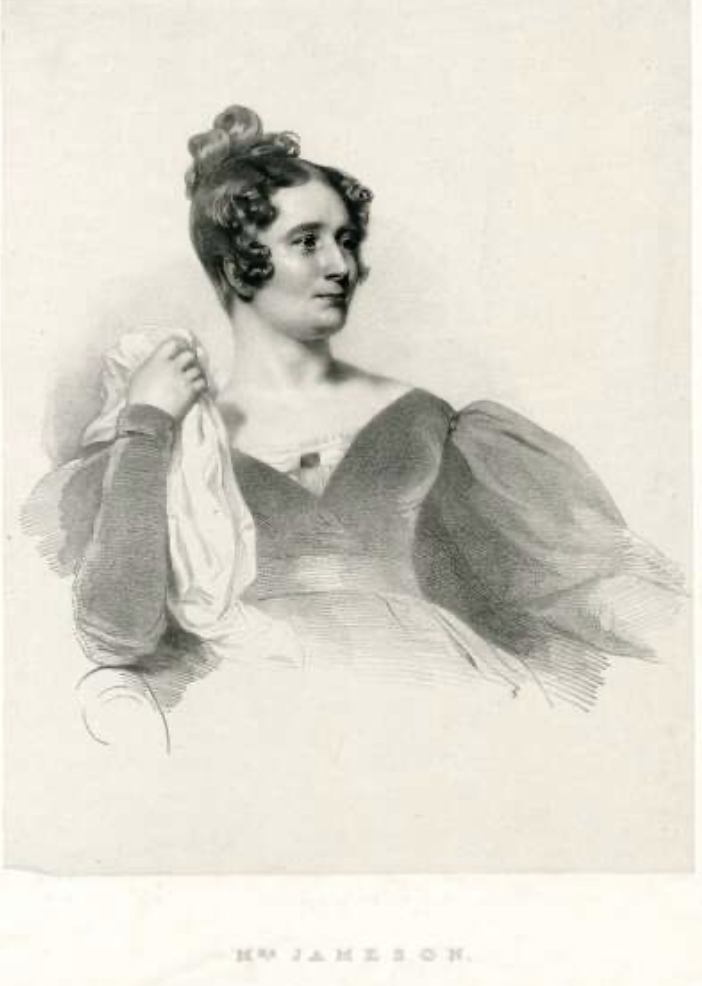
Anna Jameson etwa 1835

Anna Jameson, vollständiger Geburtsname Anna Brownell Murphy, (* 19. Mai 1794 in Dublin; † 17. März 1860 in London) war eine englische Schriftstellerin und insgesamt mehr als 15 Jahre ihres Lebens als Gouvernante tätig.

## Leben und Wirken

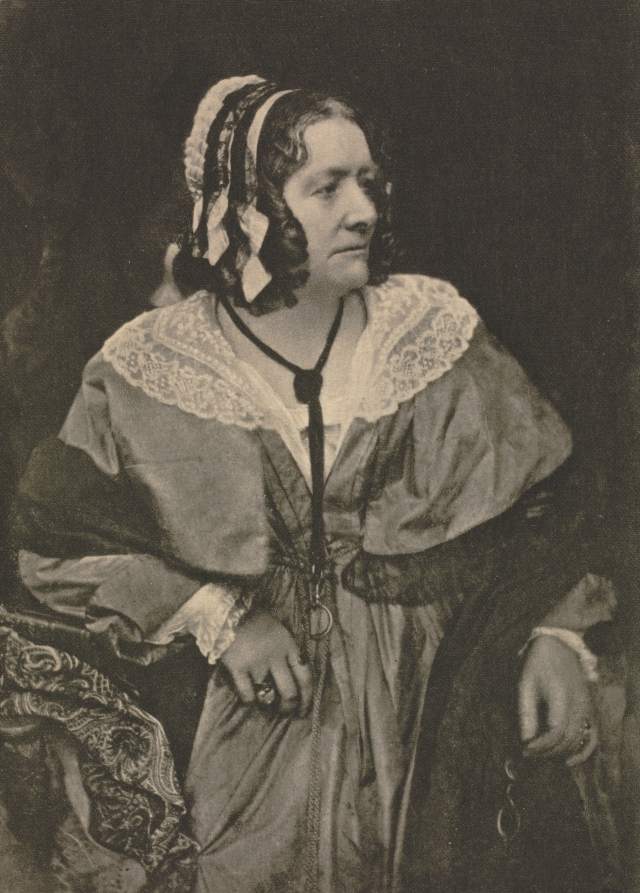
Anna Jameson 1844

Anna Jameson (spr. dschehms'n) empfing durch ihren Vater, den Miniaturmaler Murphy, früh schon künstlerische Anregung und wurde als Schriftstellerin zuerst durch ihr auf einer italienischen Reise geschriebenes Tagebuch Diary of an ennuyée (1826, 3. Aufl. 1838) bekannt. Sie war eine langjährige Freundin der Sibylle Mertens-Schaaffhausen und der Ottilie von Goethe (1796–1872), der Schwiegertochter Goethes, die sie während ihrer Reisen an den Rhein, nach Weimar und Italien oft besuchte. Zusammen mit Sibylle Mertens stand sie Ottilie von Goethe bei der Geburt ihrer unehelichen Tochter Anna Sibylla (1835) bei.
1827 vermählte sie sich mit dem Advokaten Robert Jameson, lebte aber ab 1838 mit einer Pension von 300 £ formell getrennt von ihm. Sie besuchte auf weiteren Reisen Deutschland, Frankreich und Nordamerika.
In ihren Reisebüchern (Visits and sketches at home and abroad, 1834; Winter studies and summer rambles in Canada, 1838) schilderte sie Ottilie von Goethe und ihren Weimarer Salon und schrieb über ihre Lektüre während des Winters in Kanada, u. a. Eckermanns Gespräche mit Goethe. Sie übersetzte dafür auch Aufsätze Ottilie von Goethes, die darin anonym erschienen. Die Freundin trug ferner bei zu A commonplace book of thoughts, memories, and fancies und möglicherweise auch zu den Kunstbüchern, die während ihrer gemeinsamen Italienreisen entstanden.
Als ihre bedeutendsten Beiträge gelten die zu kunstgeschichtlichen Themen. Sie vertrat jedoch immer auch dezidiert feministische Themen. Ihre Kommentatorin Clara Thomas notierte zu der kanadischen Reisegeschichte:
„The “woman question” was one of the preoccupations of all her writing and […] this facet of Winter Studies and Summer Rambles drew more critical comment than did any other aspect of the work.
Of the reviews, she reports to a friend : “Mrs. Procter writes to me that the book is universally relished and says ‘a fig for reviewers’. The men, she says, are much alarmed by certain speculations about women; and, she adds, well they may be, for when the horse and ass begin to think and argue, adieu to riding and driving.”“

## Schriften (Auswahl)
- Memoirs of the loves of the poets. Biographical sketches of women celebrated in ancient and modern poetry. 1829, Philadelphia 1844. Digitalisat.
- Memoirs of celebrated female sovereigns. In two volumes. London 1831, New York 1832. Vol. I.; Vol. II.
- Characteristics of women, moral, poetical, and historical. In two volumes. 1832, 4. Ed. 1846. (Digitalisate)
- Visits and sketches at home and abroad with tales and miscellanies now first collected and a new edition of the Diary of an Ennuyée. In four volumes.[7] London 1834. Vol. I; Vol. II; Vol. III; Vol. IV.
- Winter studies and summer rambles in Canada. In three volumes. Saunders and Otley, London 1838. Vol. I.; Vol. II.; Vol. III.
  - Winterstudien und Sommerstreifereien in Canada. Ein Tagebuch. Übersetzt von A[dolf] W[agner], 3 Theile, Friedrich Vieweg, Braunschweig 1839. (Digitalisate)
  - Winter studies and summer rambles in Canada. Selections. Introduction: Clara Thomas. Toronto 1965.
- A Handbook to the Public Galleries of Art in and near London. With Catalogues of the Pictures, accompanied by critical, historical, and biographical notices, and copious indexes to facilitate reference. In two parts. London 1842. (Digitalisate)
- Shakespeareʼs female characters. An appendix to Shakespeareʼs dramatic works. Second edition. Bielefeld 1843. Digitalisat.
- Memoirs and essays illustrative of art, literature, and social morals. London 1846. Digitalisat.

Ferner die der Kunstgeschichte und Kunstkritik angehörenden Werke:
- Memoirs of the early Italian painters, and of the progress of painting in Italy. In two volumes. London 1845. (Digitalisate)
- Sacred and legendary art. 1848. 4. Aufl. London 1863. (Digitalisate)
- Legends of The Monastic Orders, as represented in the fine arts. Forming the second series of sacred and legendary art. London 1850. Digitalisat.
- Legends of the Madonna as represented in the fine arts. Forming the third series of sacred and legendary art. London 3. Ed. 1864  Digitalisat.
- Scriptural and legendary history of our Lord (mit Lady Eastlake, 1859–64, 2 Bde.);
- A commonplace book of thoughts, memories, and fancies, original and selected. London 1854. Digitalisat.

Zudem übersetzte und bearbeitete sie von Prinzessin Amalie von Sachsen verfasste Schauspiele:
- Social Life in Germany, illustrated in the acted Dramas of Her Royal Highness The Princess Amelia of Saxony.  Translated from the German, with an Introduction and Notes, explanatory of the German Language and Manners by Mrs. Jameson. In two volumes. London 1840. Vol. I, Vol. II.

### Briefeditionen
- Anna Jameson. Letters and friendships (1812‒1860). Edited by Mrs. Steuart Erskine. London 1915. Digitalisat.
- Letters of Anna Jameson to Ottilie von Goethe. Ed. by G[eorge] H[enry] Needler. Oxford University Press, London 1939.